# ريان كوه
ريان كوه (بالإنجليزية: Ryan Koh)‏ هو منتج تلفزيوني وكاتب سيناريو أمريكي، ولد في 10 سبتمبر 1977 في الولايات المتحدة.

## وصلات خارجية
- ريان كوه على موقع IMDb (الإنجليزية)
- ريان كوه على موقع قاعدة بيانات الفيلم (الإنجليزية)